# Zwartzusters Dixmuide
Die Zwartzusters von Dixmuide waren eine römisch-katholische Schwesterngemeinschaft im belgischen Dixmude, die zu den vielen gehörte, die das 20. Jahrhundert nicht überlebten.

## Gründung
Auf Bitten der Stadt Dixmuide gründete die Zwartzusters, Mutterhaus Brügge, im Jahre 1479 mit den Schwestern Anna, Catharina, Cornelia und Ludovica im Sint-Andrieshuus eine Niederlassung, deren Mitgliederzahl nicht weniger als sechs aber auch nicht mehr denn acht betragen sollte. Einige Jahrzehnte später, nämlich 1516, begann man mit dem Bau einer eigenen Kapelle, welche dann bereits am 26. August 1517 dem heiligen Augustinus geweiht werden konnte. 

## Kloster in Dünkirchen
1682 sandte man drei Schwestern zu einer Neugründung nach Dünkirchen, um mit dem Neubau eines Klosters zu beginnen. Der Stadtmagistrat verpachtete ihnen zwei Armenhäuser in der Sint-Janstraat, wo sie bis 1686 verblieben. Kurz nach ihrer Ankunft in der Stadt kauften die Schwestern vier Häuser in der Nieuwpoortstraat. Diese ließen sie abreißen, um dort ein Kloster und eine Kapelle zu errichten. In den ersten Jahren ihres Bestehens zählte die Gemeinschaft 15 Schwestern, stieg dann aber bis zum Jahre 1697 auf 20 Konventsmitglieder. Wenn sie in der Stadt auch allgemein beliebt und geachtet waren, so war das Kloster im 18. Jahrhundert doch relativ arm und die Gebäude alt und klein. Am 28. September 1792 wurde das Kloster im Verlaufe der Französischen Revolution geschlossen.

## Napoleonische Zeit
Im Jahre 1697 brach die Pest aus. Obwohl der Konvent 1694 bereits 17 Mitglieder zählte, forderte man nun Verstärkung durch die Gemeinschaft von Brügge an. Nachdem die Schwestern 1797, durch die Einwirkungen der Französischen Revolution, ihr Habit ablegen mussten, wurden sie auch noch aus ihrem Hause ausgewiesen und dieses kurz darauf verkauft. Erst im Jahre 1808 konnten sie wieder eine gemeinsame Unterkunft in der De Breyne Peelaertstraat beziehen, bis dahin lebten sie in Gruppen zu je zwei Schwestern in verschiedenen Häusern der Stadt. Nachdem sie die königliche Gutheißung erhalten hatten, kauften sie ein großes Haus am Vismarkt, welches sie dann seit 1822 auch bewohnten und im Jahre 1842 auch eine Kapelle errichteten. Auch hier verrichtete die auf 12 Mitglieder beschränkte Gemeinschaft, welche in ihren Statuten von 1867 als Congrégation hospitalière des Soeurs Noires à Dixmuide bezeichnet wurde, ihren Dienst in der ambulanten Pflege. 

## Kriege und Fusion
Während des Ersten Weltkrieges lag Dixmuide in der Frontlinie. Hierdurch bedingt wurde ihr Kloster am 21. Oktober 1914 schwer beschädigt. Einen Tag später verließen sie es, wobei die Oberin in das Haus ihres Bruders, zwei oder drei Schwestern mit Patienten nach Brüssel, drei nach Frankreich, eine nach Großbritannien (wo sie auch verstarb) und vier nach Wulveringem gingen. Sie kehrten erst 1919 zurück. Da die Rückkehr nach Dixmuiden kaum möglich war, gründeten die Schwestern, welche in Wulveringem waren, 1918 ein Filialkloster in Loppem, welches ebenfalls das Noviziat beherbergte, aber bereits 1923 wieder aufgelöst wurde. Nachdem sie sich am 7. März 1928 dem Augustinerorden aggregiert hatten, wirkte von 1933 bis 1946 ein Konvent von fünf Schwestern in einem Altenheim zu Langemark. Drei Schwestern bildeten von 1934 bis 1938 den Konvent an der Geburtsklinik in Beernem. Nachdem man eine solche auch in Dixmuide eingerichtet hatte, stellte man bis 1949 auch die Kapelle wieder her. Da die Kongregation bischöflichen Rechtes im Jahre 1953 nur 14 Schwestern zählte, fusionierte sie am 25. Februar 1954, jetzt noch mit 12 Schwestern, mit den Zwartzusters vom Mutterhaus Brügge.